# Stahl und Eisen
Die Fachzeitschrift Stahl und Eisen (Eigenschreibweise „stahl und eisen“) ist eine monatlich erscheinende Zeitschrift für die Herstellung und Verarbeitung von Eisen und Stahl und die entsprechenden Unternehmen und Märkte. Sie erscheint seit 1881 und wird mittlerweile durch eine ePaper-Version ergänzt sowie durch Social-Media-Kanäle (Facebook, Xing und Twitter) unterstützt.

## Geschichte
Die Zeitschrift war das Organ des Stahlinstitut VDEh – des früheren „Vereins Deutscher Eisenhüttenleute“ und wurde im verbandseigenen Verlag Stahleisen in Düsseldorf verlegt. Seit 2018/19 wird die Zeitschrift bei Maenken Kommunikation in Köln verlegt, das Stahlinstitut VDEh fungiert dabei als Mitherausgeber.

## Inhalte
Die Zeitschrift informiert ihre Leser vor allem durch technische Fachbeiträge über das aktuelle Geschehen und Entwicklungen in der nationalen und internationalen Stahl- und Eisenindustrie. Dabei werden Themen aus Unternehmen, Märkten und der Wirtschaft in deutscher oder englischer Sprache aufgegriffen und branchenspezifisch erläutert.
Des Weiteren werden Innovationen, Errungenschaften und technische Verfahren der Metallurgie vorgestellt, um den Leser mit Trends vertraut zu machen.

## Zielgruppe
Zielgruppe sind Entscheidungsbefugte im Top- und Mittelmanagement der stahlerzeugenden und -umformende Industrie sowie des dafür arbeitendem Anlagen-, Maschinen- und Industrieofenbau.

## Sonstiges
Die thematisch verwandten Fachzeitschriften Stahlmarkt und MPT International richten sich als Schwestertitel von Stahl und Eisen ebenfalls an die Stahl- und Eisenbranche. Während Stahlmarkt vor allem auf Führungskräfte in der Stahldistribution, den Stahl-Service-Centern sowie in den stahlverarbeitenden und -bearbeitenden Industriezweigen ausgerichtet ist, positioniert sich die englischsprachige MPT International als umfassende Informationsquelle zu neuen Investitionen, Unternehmen und Technologien.